# Elvira Alfónsez, condesa de Tolosa
Elvira Alfónsez (c. 1079-después de abril de 1157), fue una hija ilegítima de Alfonso VI de León y de Jimena Muñoz —hermana de Teresa de León, la madre de Alfonso Henriques, primer rey de Portugal—, y condesa de Tolosa por su matrimonio con Raimundo IV de Tolosa.

## Biografía
Elvira contrajo matrimonio en 1094 con el conde Raimundo IV de Tolosa, hijo del conde Ponce de Tolosa y de la condesa Almodis de la Marca. Acompañó a su marido a Tierra Santa en la Primera Cruzada de 1096 donde nació el único hijo del matrimonio, Alfonso Jordán, que sucedió a su hermano Beltrán de Tolosa al frente del condado de Tolosa.
Después de la muerte del conde Raimundo en Trípoli, el 28 de febrero de 1105, Elvira regresó al reino de León donde volvió a casarse antes de julio de 1117 con el conde Fernando Fernández de Carrión, de quien se separó antes de 1121.
La última aparición de Elvira fue en la catedral de Astorga en abril de 1157 cuando hizo una donación de las tercias de todas sus posesiones, probablemente falleciendo poco después.

## Sepultura
Después de su defunción, el cadáver de Elvira  fue conducido a la localidad leonesa de Sahagún donde fue enterrada en el Monasterio de San Benito de Sahagún, en el que había recibido sepultura su padre, el rey Alfonso VI, en compañía de varias de sus esposas. Recibió sepultura al pie de la capilla de Nuestra Señora, que ella ordenó edificar entre el templo y la sacristía, y en su sepulcro, desaparecido en la actualidad, así como sus restos mortales, aparecían esculpidas las efigies de Cristo y de los Apóstoles, portando estos últimos libros en las manos, y habiendo sido esculpido en él un epitafio en caracteres lombardos:

PRIDIE CALD OCTOBRIS OBIIT GELOIRA INFANTISSA FILIA REGIS ADEFONSI, QUI CEPIT TOLETUM, QUAE CRUCEM AUREA DEDIT, ET CAPELLAM SANCTA MARIA FABRICAVIT, ET MULTA BONA FECIT. CUJUS ANIMA REQUIESCAT IN PACE. AMEN.
Falleció en las calendas de octubre la infanta Elvira, hija del rey Alfonso que tomó Toledo, que donó la cruz de oro y edificó la capilla de Santa María, e hizo mucho bien. Cuya alma descanse en paz. Amén.

## Matrimonios y descendencia
Fruto de su primer matrimonio con el conde Raimundo, conde de Tolosa, nació un hijo:
- Alfonso Jordán (1103–1148), que sucedió a su hermanastro Beltrán de Tolosa al frente del condado de Tolosa.

De su segundo matrimonio con el conde Fernando Fernández de Carrión nacieron los siguientes hijos:
- Diego Fernández[2] (m. d. 28 de octubre de 1155)
- García Fernández[2] (m. d. 1127)
- Teresa Fernández quien contrajo matrimonio antes del año 1140 con el conde Osorio Martínez, hijo del conde Martín Flaínez y de su esposa la condesa Sancha Fernández.[2]